# Feketehasú fecskekolibri
A feketehasú fecskekolibri (Discosura langsdorffi) a madarak (Aves) osztályának a sarlósfecske-alakúak (Apodiformes) rendjéhez, ezen belül a kolibrifélék (Trochilidae) családjához tartozó faj.

## Rendszerezése
A fajt Coenraad Jacob Temminck holland zoológus írta le 1821-ben, a Trochilus nembe Trochilus langsdorffi néven. Sorolták a Popelairia nembe Popelairia langsdorffi néven is.

## Alfajai
- Discosura langsdorffi langsdorffi (Temminck, 1821)
- Discosura langsdorffi melanosternon (Gould, 1868)[2]

## Előfordulása
Dél-Amerikában, Bolívia, Brazília, Ecuador, Kolumbia, Peru és Venezuela területén honos. A természetes élőhelye szubtrópusi és trópusi síkvidéki esőerdők. Állandó, nem vonuló faj.

## Megjelenése
Testhossza 12–13,7 centiméter, testtömege 3,2-7,6 gramm.

## Természetvédelmi helyzete
Az elterjedési területe rendkívül nagy, egyedszáma ugyan csökkenő, de még nem éri el a kritikus szintet. A Természetvédelmi Világszövetség Vörös listáján nem veszélyeztetett fajként szerepel.

## Külső hivatkozások
- Képek az interneten a fajról
- Xeno-canto.org - a faj hangja és elterjedési területe